# إيليا بياتيتسكي شابيرو
إيليا بياتيتسكي شابيرو (30 مارس 1929 - 21 فبراير 2009) كان عالم رياضيات إسرائيلي الجنسية سوفيتي المولد. خلال مهنة امتدت 60 عامًا، قدم مساهمات كبيرة في العلوم التطبيقية وكذلك الرياضيات البحتة. في آخر أربعين عامًا، ركز بحثه على الرياضيات البحتة؛ على وجه الخصوص، نظرية الأعداد التحليلية، تمثيل المجموعات والهندسة الجبرية. كانت مساهمته الرئيسية وتأثيرها في مجال الأشكال التلقائية والدوال اللامية.‏
على مدى السنوات الثلاثين الماضية من حياته، كان يعاني من مرض الشلل الرعاش. ومع ذلك، وبمساعدة زوجته إديث، كان قادرًا على مواصلة العمل والرياضيات على أعلى المستويات، حتى عندما كان بالكاد قادرًا على المشي والتحدث.